# ماریکو یوشیدا (بازیکن والیبال)
ماریکو یوشیدا (انگلیسی: Mariko Yoshida؛ زادهٔ ۲۷ ژوئیهٔ ۱۹۵۴) بازیکن والیبال اهل ژاپن است.